# 小島義郎
小島 義郎（こじま よしろう、1928年8月21日 - 2009年3月2日）は、日本の英語学者・英語教育者。早稲田大学名誉教授。

## 来歴
長野県出身。東京外事専門学校（東京外国語大学の前身の一つ）英米科卒。テキサス大学に留学。南山大学講師、日本大学理工学部助教授、早稲田大学教育学部助教授をへて、教授を務め、94年定年退職し、名誉教授。虚血性心不全のため逝去。80歳没。1977年4月から1983年3月までNHK「基礎英語」の講師を務めたほか、英語辞典を多く編纂した。

## 著書
- 『みんなの英会話』南雲堂 1970
- 『NHK基礎英語 学習の要点』日本放送出版協会 1979－80
- 『まちがえやすい英語』日本放送出版協会 1980
- 『英語辞書学入門』三省堂選書 1984
- 『すらすら整理英文法 基礎の完全早わかり』聖文社 1984
- 『英語辞書の使い方選び方 知らないと損をする』実業之日本社・新書 1987
- 『日本語の意味英語の意味 南雲堂 1988
- 『英語辞書物語 時代を創った辞書とその編者たち ELEC 1989
- 『コミュニケーションの英語』岩波ジュニア新書 1996
- 『英語辞書の変遷 英・米・日本を併せ見て』研究社 1999

### 共編著
- 『アメリカ旅行 会話と観光[録音テープ]』藤松忠夫共編 三省堂 1971
- 『研究社ユニオン英和辞典』竹林滋共編 研究社 1973
- 『ライトハウス英和辞典』竹林滋共編 研究社 1985
- 『ライトハウス和英辞典』竹林滋共編 研究社 1985
- 『新リトル英和和英辞典』竹林滋共編 研究社 1994
- 『新リトル和英辞典 第6版』 研究社 1994
- 『グリーンライトハウス英和辞典』竹林滋共編 研究社 1994
- 『カレッジライトハウス和英辞典』 研究社 1995
- 『カスタム和英辞典』 研究社 2000
- 『カスタム英和・和英辞典』竹林滋共編 研究社 2000
- 『ルミナス和英辞典』竹林滋、中尾啓介共編 研究社 2001
- 『ルミナス英和辞典』竹林滋、東信行共編 研究社 2001
- 『ひとりで学べる英単語』リーピン・リザーズ共著 創元社 2002
- 『英語語義語源辞典』増田秀夫, 高野嘉明, 岸暁共編 三省堂 2004

### 翻訳
- シドニー・I.ランドウ『辞書学のすべて』研究社出版 1988